# Malvicino
Malvicino – miejscowość i gmina we Włoszech, w regionie Piemont, w prowincji Alessandria.
Według danych na styczeń 2010 gminę zamieszkiwało 97 osób przy gęstości zaludnienia 11,2 os./1 km².